# 圖塔耶夫
57°53′N 39°33′E / 57.883°N 39.550°E

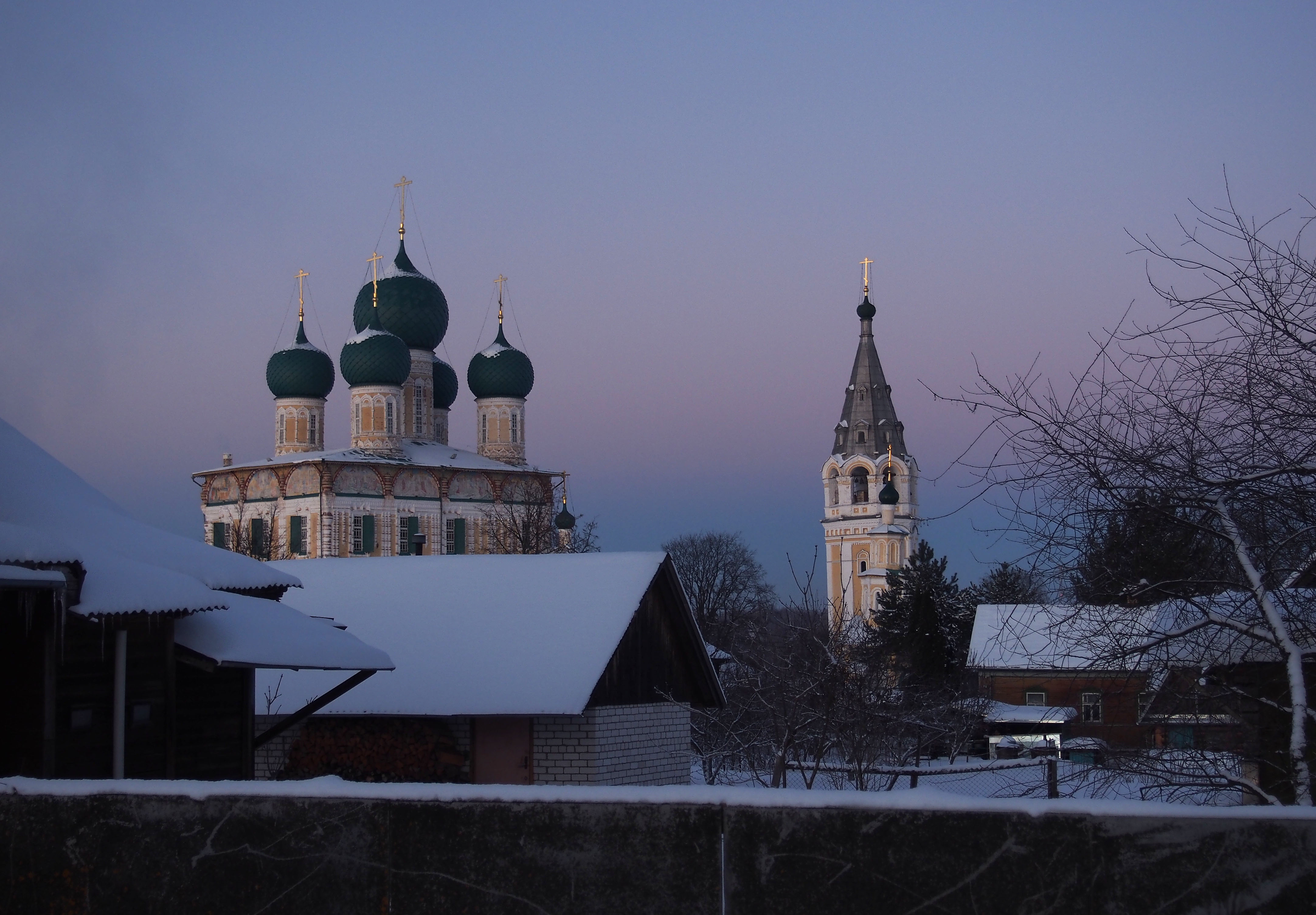
聖誕之夜（圖塔耶夫復活大教堂的景色）

圖塔耶夫（俄语：Тута́ев）是俄羅斯雅羅斯拉夫爾州中部的城市，位於州府雅羅斯拉夫爾西北40公里的伏爾加河畔。2002年人口42,644人。
1822年由兩個城鎮合併而成，並沿用的原來的鎮名，即。1918年改稱現名。

## 外部連結
- （俄文）
- http://www.adm.yar.ru/power/mest/tutayev/index.htm （页面存档备份，存于）（俄文）